# Idaea volloni
Idaea volloni is een vlinder uit de familie spanners (Geometridae). De wetenschappelijke naam is voor het eerst geldig gepubliceerd in 1907 door D. Lucas & Joannis.
De soort komt voor in Europa.